# Уедем к чёртовой бабушке
«Уедем к чёртовой бабушке» (итал. Andiamo a quel paese) — итальянский комедийный фильм 2014 года, снятый режиссёрами Сальваторе Фикарра и Валентино Пиконе, с Тицианой Лодато и Фатимой Тротта в главных ролях. Премьера фильма прошла вне конкурса на Римском кинофестивале в 2014 году. 
Фильм стал кассовым хитом, собрав более 8 миллионов евро. Он стал самым успешным фильмом, в котором снялся комический дуэт Фикарра и Пиконе.

## Сюжет
Двое друзей, Сальво и Валентино, оставшись без работы, вынуждены уехать из Палермо и поселиться в небольшом городке Монтефорте, где жизнь не такая дорогая и легче сводить концы с концами. Новая реальность оказывается совсем не такой, как они себе представляли: в городке остались почти одни пожилые люди. Впрочем, герои вскоре понимают, что старики не так уж и бесполезны, ведь у каждого из них есть неплохая пенсия.

## В ролях
| Персонажи  | Актёры               |
| ---------- | -------------------- |
| Сальво     | Сальваторе Фикарра   |
| Валентино  | Валентино Пиконе     |
| Донателла  | Тициана Лодато       |
| Зия Люсия  | Лили Тириннанци      |
| Роберта    | Фатима Тротта        |
| Кармело    | Людовико Кальдереда  |
| Бригадир   | Франческо Паолантони |
| Парикмахер | Нино Фрассика        |

## Примечание
1. 1 2  Ariston Anderson (23 сентября 2014). Rome Film Festival to Open and Close With New Italian Comedies. The Hollywood Reporter. Архивировано 14 февраля 2021. Дата обращения: 1 января 2021.
2. ↑  Otto milioni di euro: record sugli schermi per Ficarra e Picone. Corriere della Sera. 10 декабря 2014. p. 45. Архивировано 7 февраля 2015. Дата обращения: 1 января 2021.